# Saint-Étienne-le-Laus

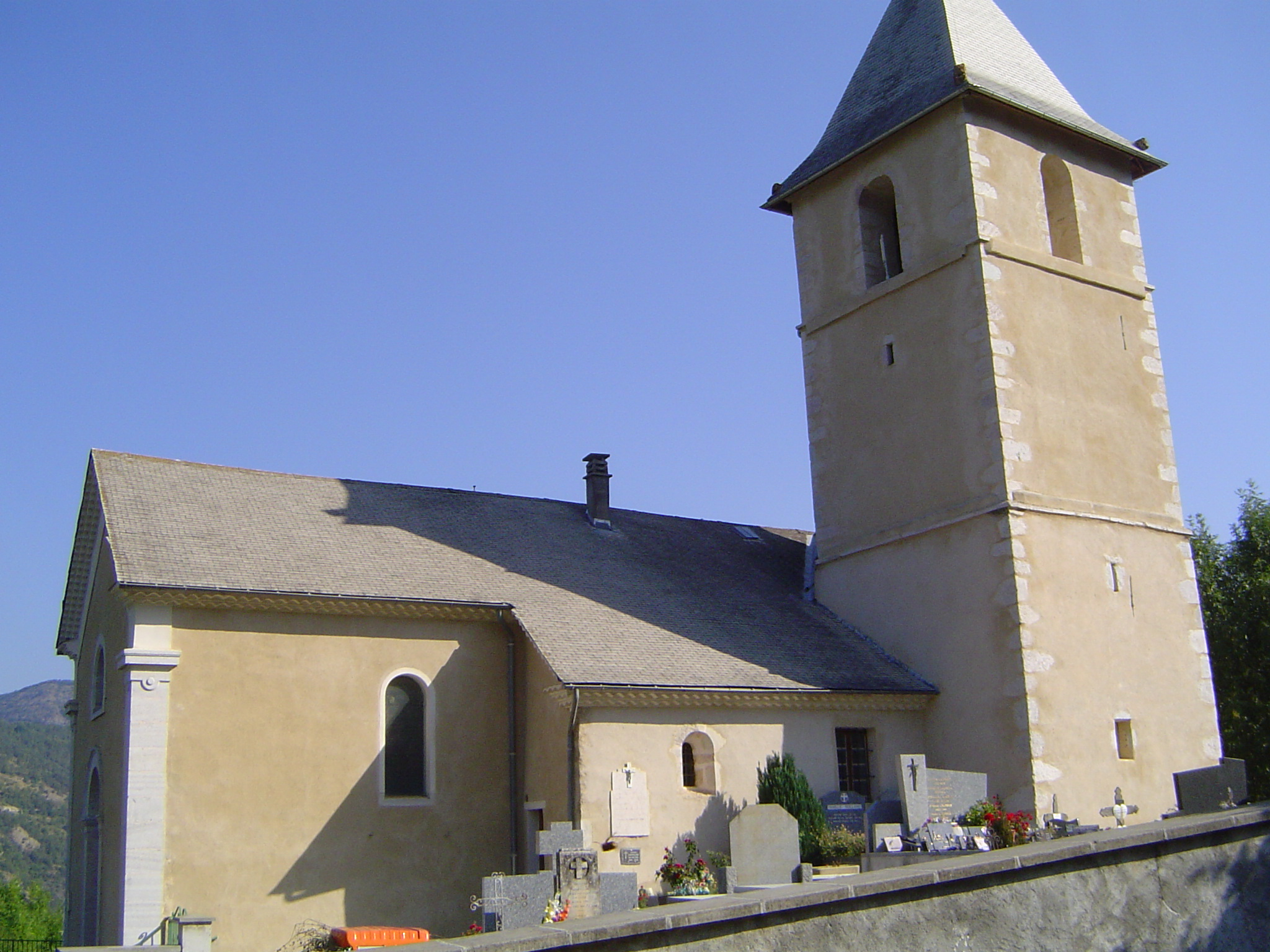
Kyrkan

Saint-Étienne-le-Laus är en kommun i departementet Hautes-Alpes i regionen Provence-Alpes-Côte d'Azur i sydöstra Frankrike. Kommunen ligger  i kantonen La Bâtie-Neuve som ligger i arrondissementet Gap. År 2022 hade Saint-Étienne-le-Laus 335 invånare.

## Befolkningsutveckling
Antalet invånare i kommunen Saint-Étienne-le-Laus
Referens:INSEE